# Бишер Ал Касавни
Бишер Ал Касавни (арап. بشر الخصاونة) је јордански дипломата и политичар који врши функцију саветника краља Абдулаха II за комуникацију и координацију на Краљевском суду у Хашемиту. Био је министар за правна питања између 2017. и 2018. и министар спољних послова између 2016. и 2017. године. Ал Касавни је био амбасадор Јордана у Египту, Француској, Кенији, Етиопији, Афричкој унији, Лиги арапских држава, као и у Унеску. Био и генерални координатор и директор Бироа за мировни процес и преговоре у Јордану.

## Позиције
- Министар спољних послова;
- Министар правних послова;
- Председник Савета правног комитета Јордана;
- Члан Одбора за економски развој, услуге и социјална питања Јордана;
- Предавач на Правном факултету Универзитета у Јордану и Јорданском институту за дипломатију;
- Генерални директор Информационог центра Јордана;
- Саветник премијера министарства Јордана при бироу за законодавство при премијерском министарству;
- Амбасадор хашемитског краљевства Јордан у Каиру.

## Награде
- Орден звезде Јордана;
- Орден независности.